# Engaku-ji
Engaku-ji (Klasztor Doskonałego Oświecenia, jap. 円覚寺, pełna nazwa – Zuirokuzan Engaku Kōshō Zenji 瑞鹿山円覚興聖禅寺) – klasztor szkoły zen rinzai, jeden z najważniejszych klasztorów tej szkoły.

## Historia klasztoru
Miejsce pod budowę klasztoru zostało wybrane przez chińskiego mistrza chan działającego w Japonii – Lanxi Daolonga (jap. Rankei Dōryū) (1213–1278). Klasztor został wybudowany na życzenie Hōjō Tokimunego również przez chińskiego mistrza Wuxuego Zuyuana (1226–1286), który został jego pierwszym opatem. Budowę ukończono w 1282 roku. Klasztor został poświęcony ofiarom (z obu walczących stron) inwazji mongolskiej na Japonię w 1281 roku. Według historycznych zapisków, gdy zaczęto budować klasztor, wykopano z ziemi egzemplarz Sutry doskonałego oświecenia (jap. Engaku-kyō 円覚経)
Wuxue, który łączył w sobie wielką wiedzę, umiejętności pedagogiczne oraz prawdziwą przyjacielskość, przyciągnął do klasztoru wielu uczniów. Otrzymał pośmiertny tytuł Bukkō zenji (Mistrz zen Światła Buddy) i dlatego jego linia przekazu zwana była później bukkō-ha. Mistrz ten zainteresował się także nauczaniem dworu cesarskiego i szerokich kręgów militarnych Kamakury.
Opatem klasztoru został także inny z chińskich mistrzów – Yishan Yining (jap. Issan Ichinei) (1247–1317). Yishan wprowadził do Japonii kulturalno-religijny program, który stał się prekursorski do późniejszej klasztornej kultury gozan wzorowanej na modelu chińskim (wushan).
W kilkadziesiąt lat później opatem został kolejny z chińskich mistrzów – Qingzhuo Zhengcheng (jap. Seisetsu Shōchō).
W systemie gozan klasztor ten zajmował w Kamakurze drugą pozycję po Kenchō-ji, a przed Jufuku-ji, Jōmyō-ji i Jōchi-ji. Gdy system ten rozwinął się w następnym okresie, cesarz Go-Daigo (後醍醐, pan. 1318-1339) sporządził listę wspólną dla klasztorów Kamakury i Kioto: pierwszym klasztorem stał się Nanzen-ji (Kioto), Tōfuku-ji (Kioto), Kennin-ji (Kioto), Kenchō-ji i Engaku-ji (oba ostatnie z Kamakury). Ostatnia lista została sporządzona przez sioguna Yoshimitsu Ashikagę i składała się ona z dwu odpowiadających sobie części Kioto i Kamakury. W części Kamakury klasztor Engaku znalazł się na drugim miejscu po Kenchō-ji. Jednak nad nimi znajdował się „pierwszy klasztor zen w kraju” – Nanzen-ji.
W 1329 roku opatem klasztoru został Musō Soseki. Chociaż był nim tylko rok, z sukcesem przeprowadził reformę tego wówczas bardzo skorumpowanego klasztoru.
Opatem był także wpływowy poeta ruchu gozan – Sesson Yūbai (1290–1346), który w 1306 roku udał się do Chin. Reprezentował on poważną, utrzymaną w stylu religijnym literaturę typu geju.
Po zniszczeniach klasztoru gruntowną jego renowację i odbudowę przeprowadził Seisetsu Shūcho (znany także jako Daiyū kokushi) w okresie tenmei (1781-1789).
W XIX wieku w latach 1875-1892 prowadził ten klasztor (od 1877 jako opat) mistrz zen Kōsen Sōon (Imakita Kōsen) (1816–1892).
Pod koniec XIX wieku opatem tego klasztoru był Kōgaku Sōen (Shaku Sōen) (1859–1919), który w 1893 roku wziął udział w Światowym Parlamencie Religii w Chicago i wykorzystał go do przekazania pierwszych informacji o zenie na Zachodzie. Jego uczniowie założyli pierwsze ośrodki praktyki zen w USA.

## Architektura klasztoru i jego obiekty
Klasztor był kilkakrotnie niszczony przez pożary. Klasztor zbudowany jest według wzoru chińskiego wzdłuż osi północ-południe.
Od wejścia teren klasztorny się wznosi, a główne budynki znajdują się na osi klasztoru. Budynki leżące poza osią w połączeniu z zalesionym terenem wzmacniają pozytywne wrażenie estetyczne. Na terenie klasztoru znajduje się 18 świątyń (jap. tatchū). W okresie największego rozkwitu klasztoru było ich 42.

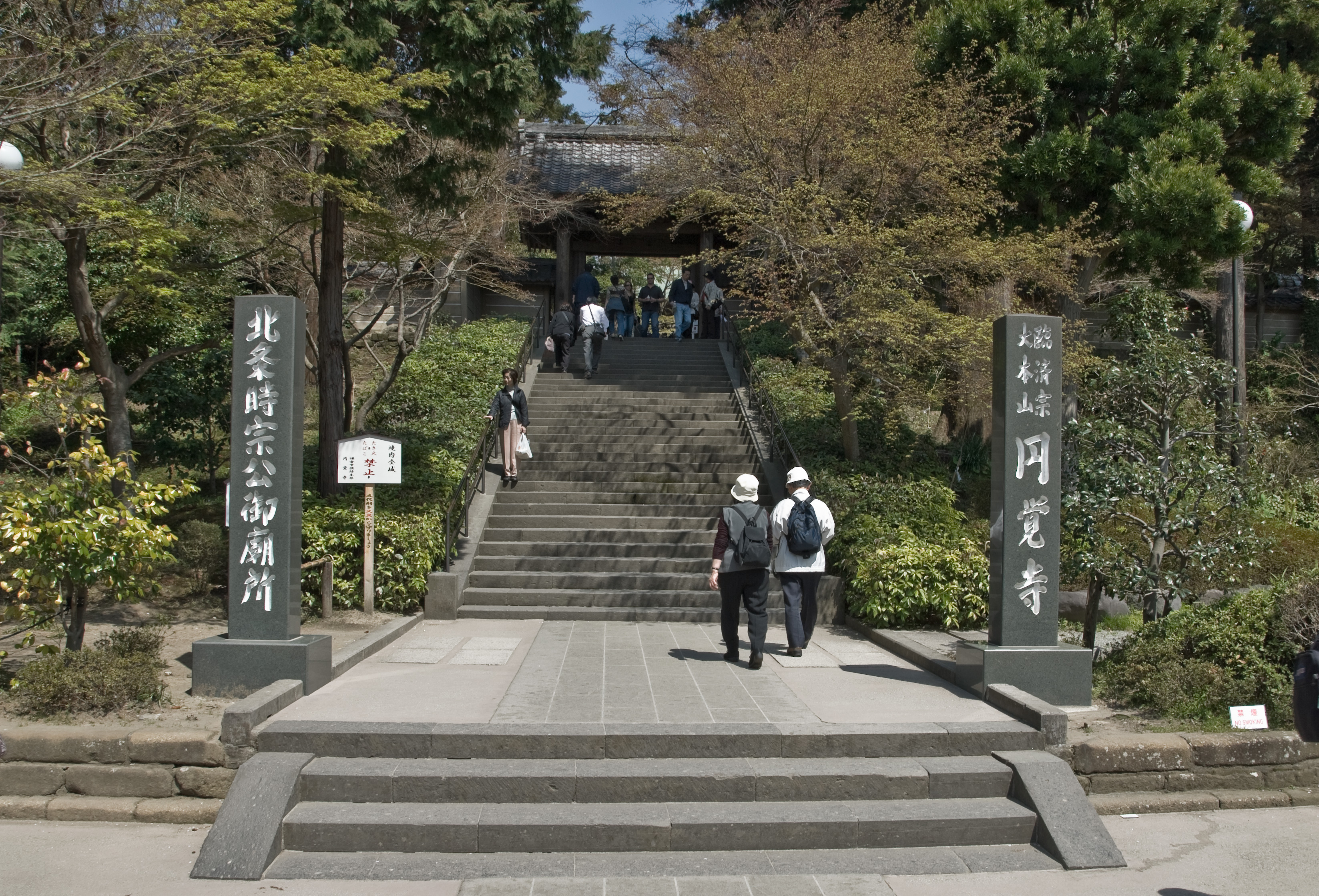
Brama
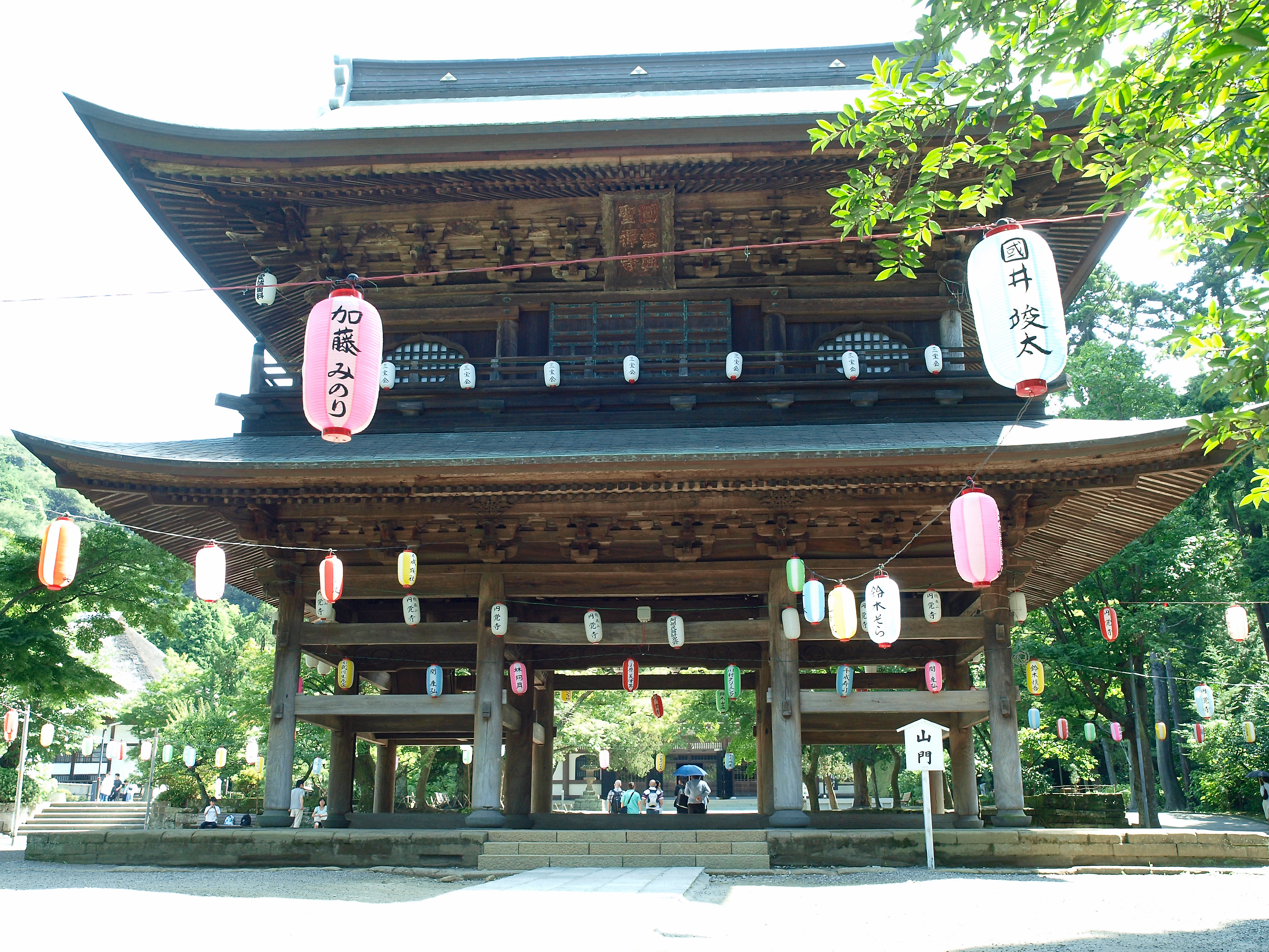
Sanmon (山門 – brama (1783); jest to piętrowa budowla z napisem wykonanym przez cesarza Fushimi (伏見, pan. 1287-1298).
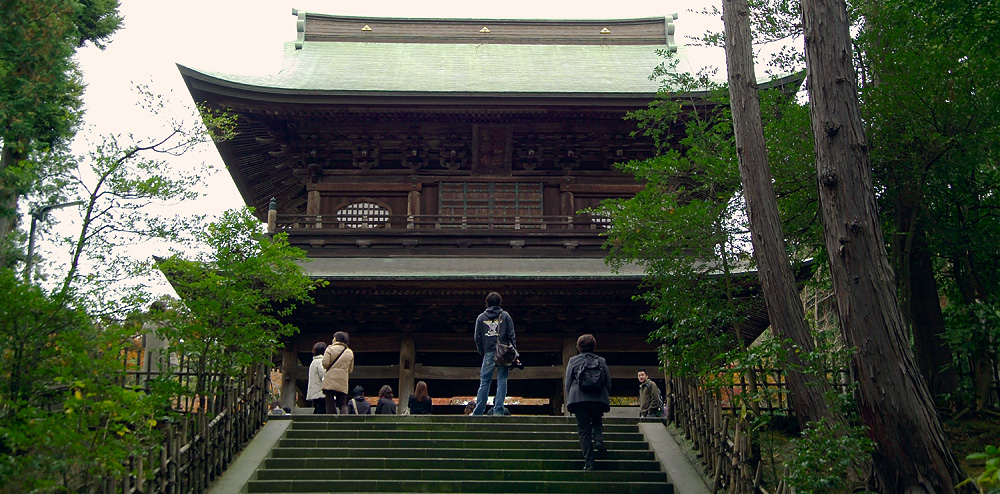
Sanmon
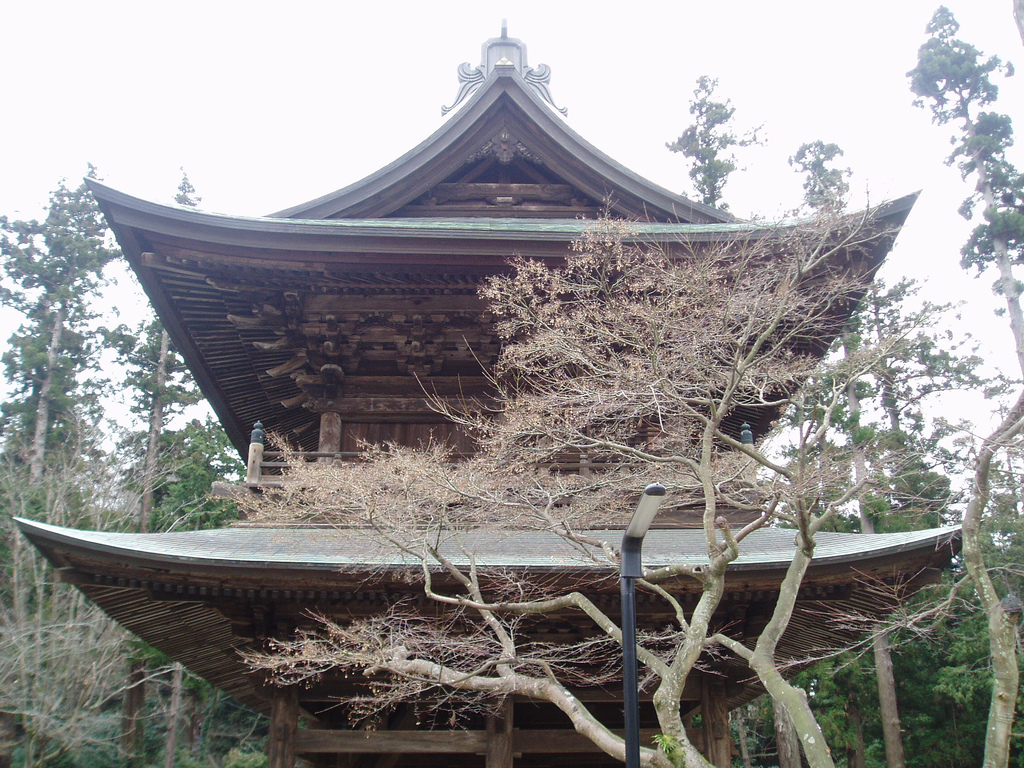
Sanmon z boku
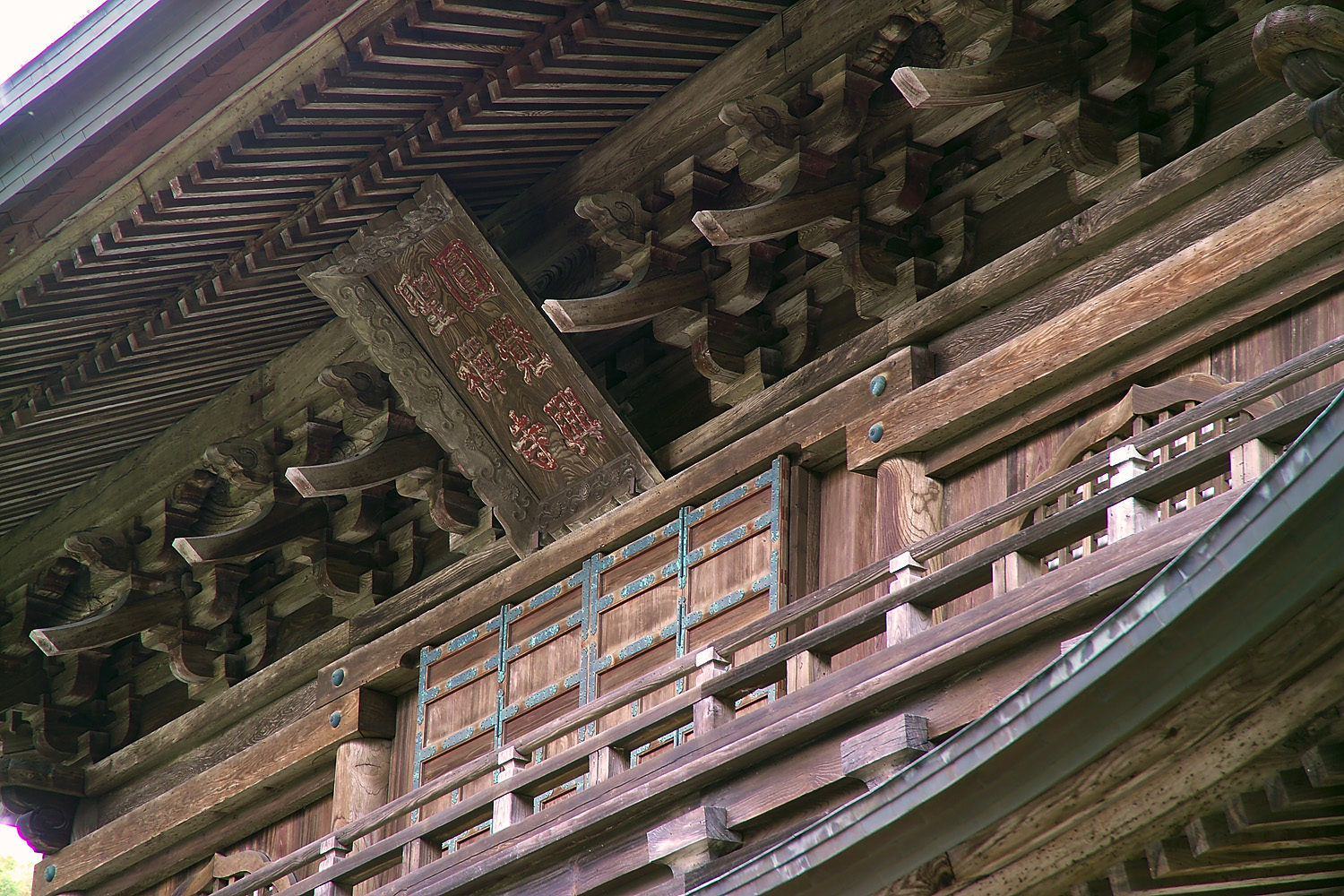
Sanmon - detale
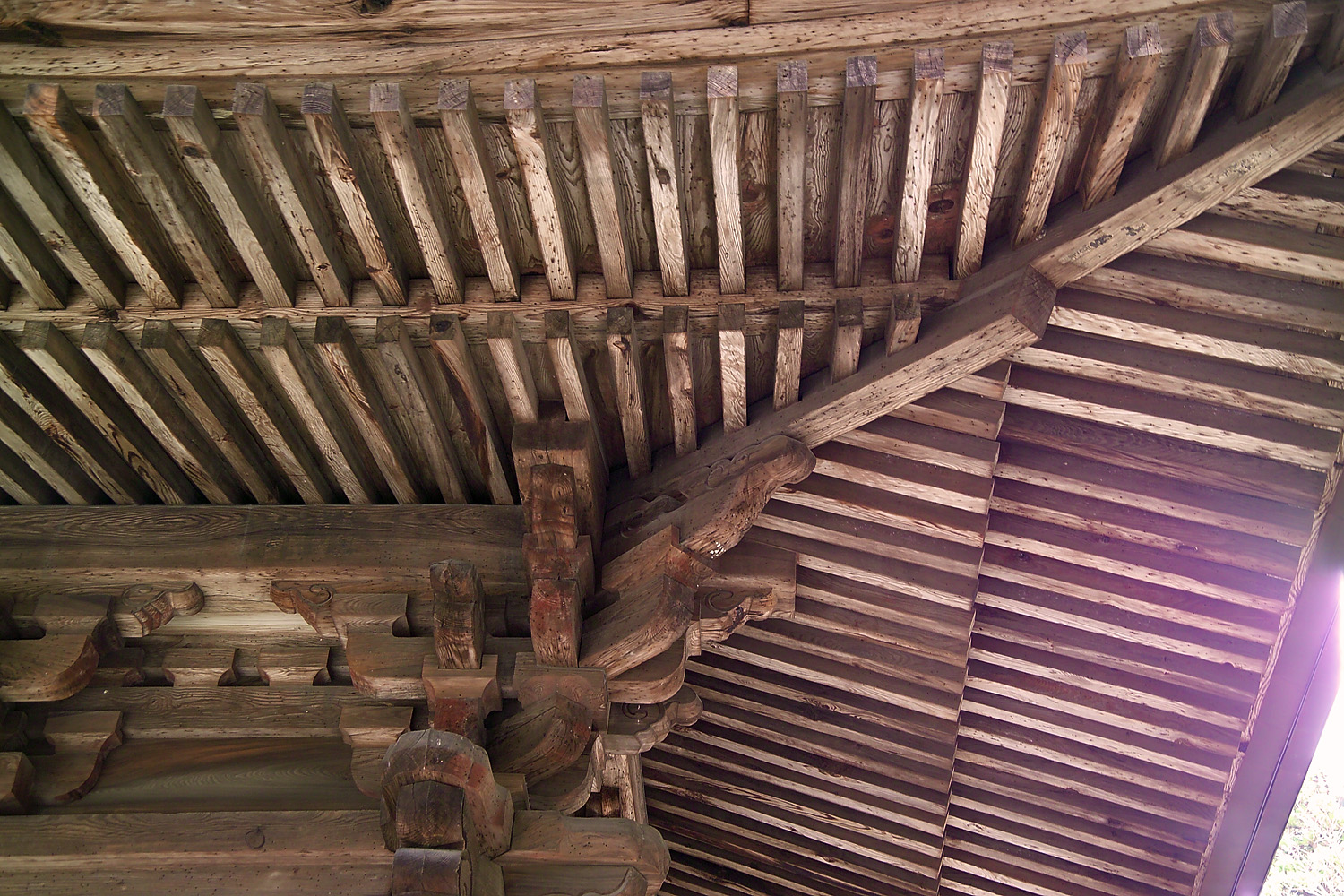
Sanmon - detale
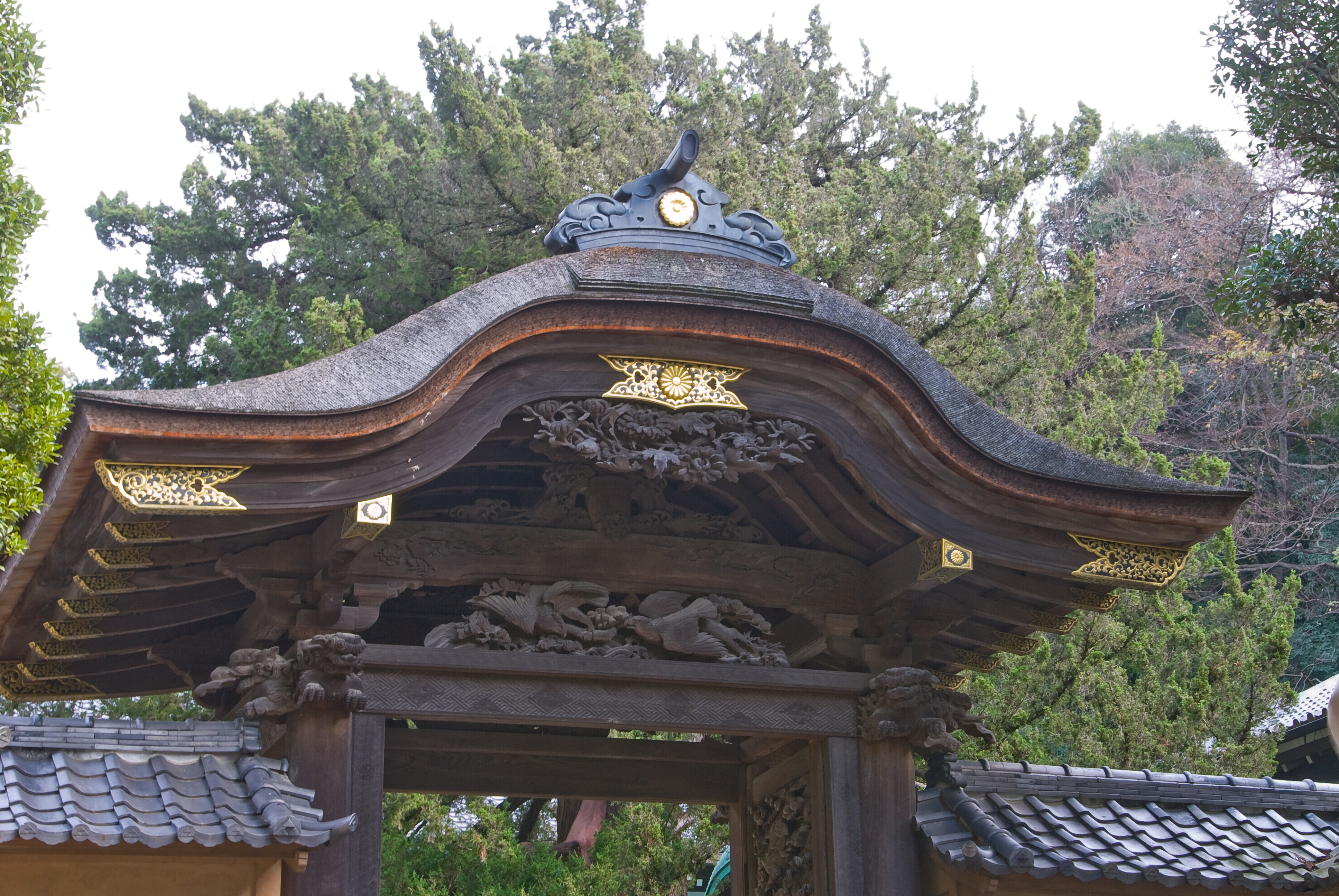
Karamon - zwieńczenie jednej z bram
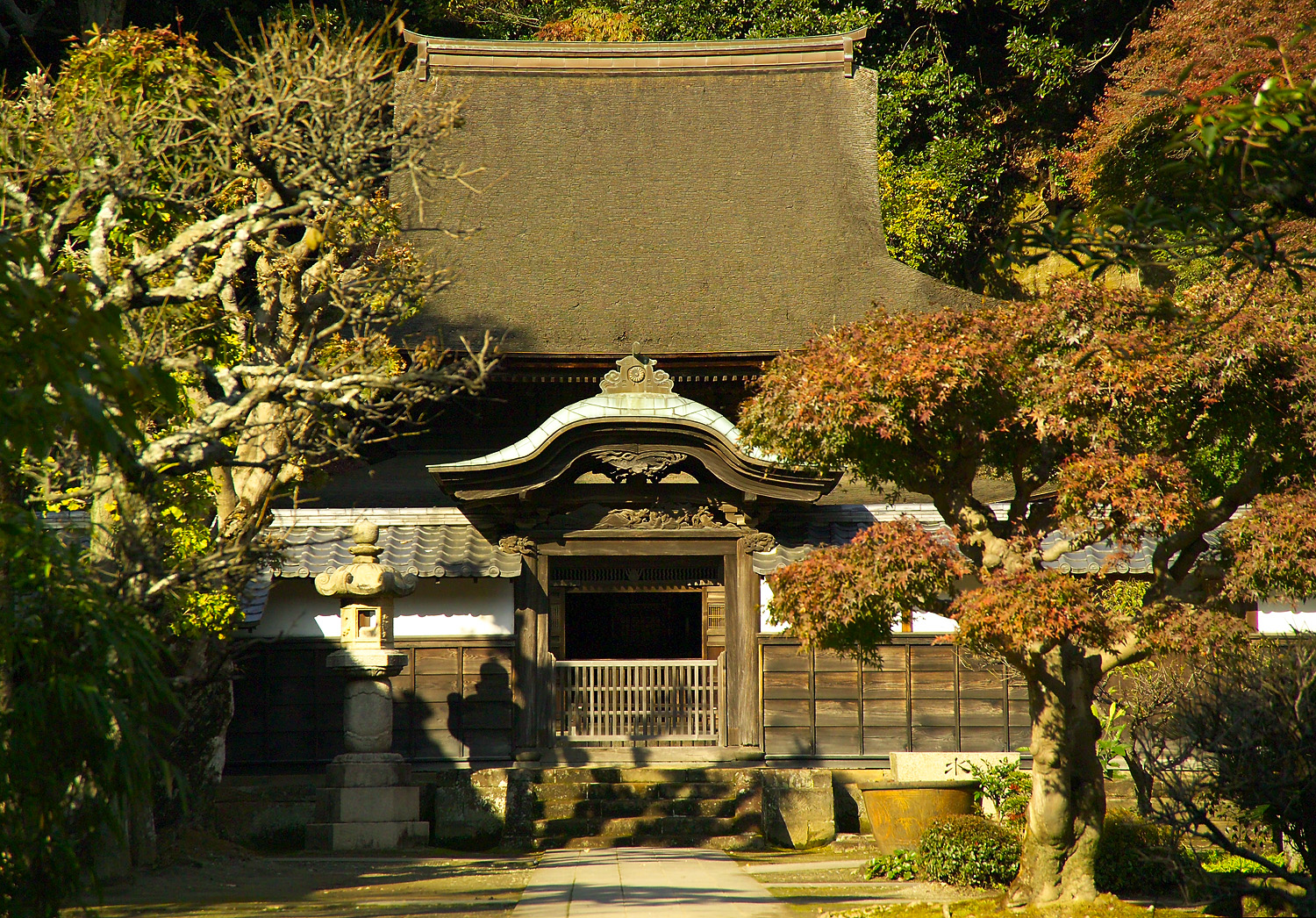
Shariden
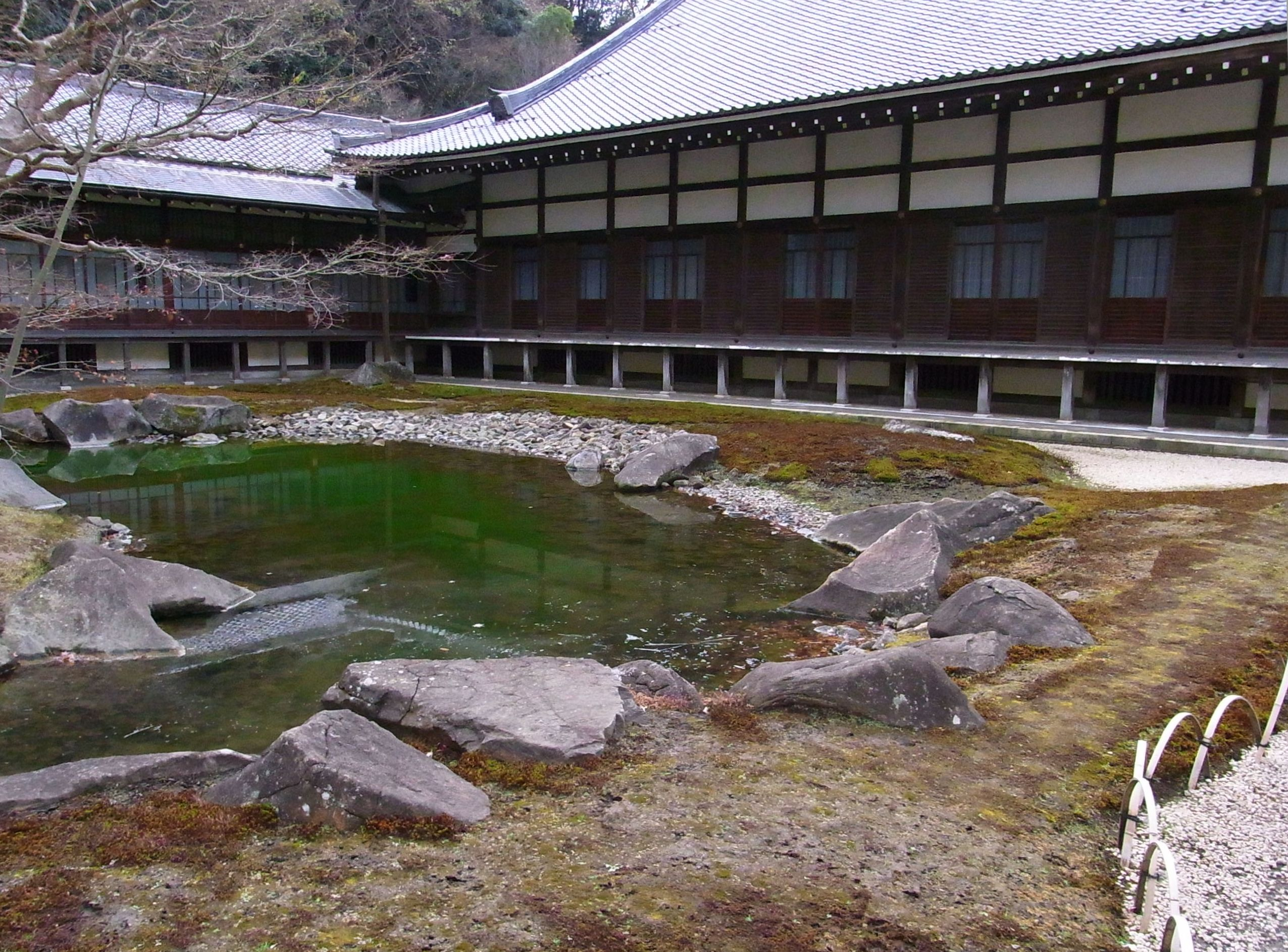
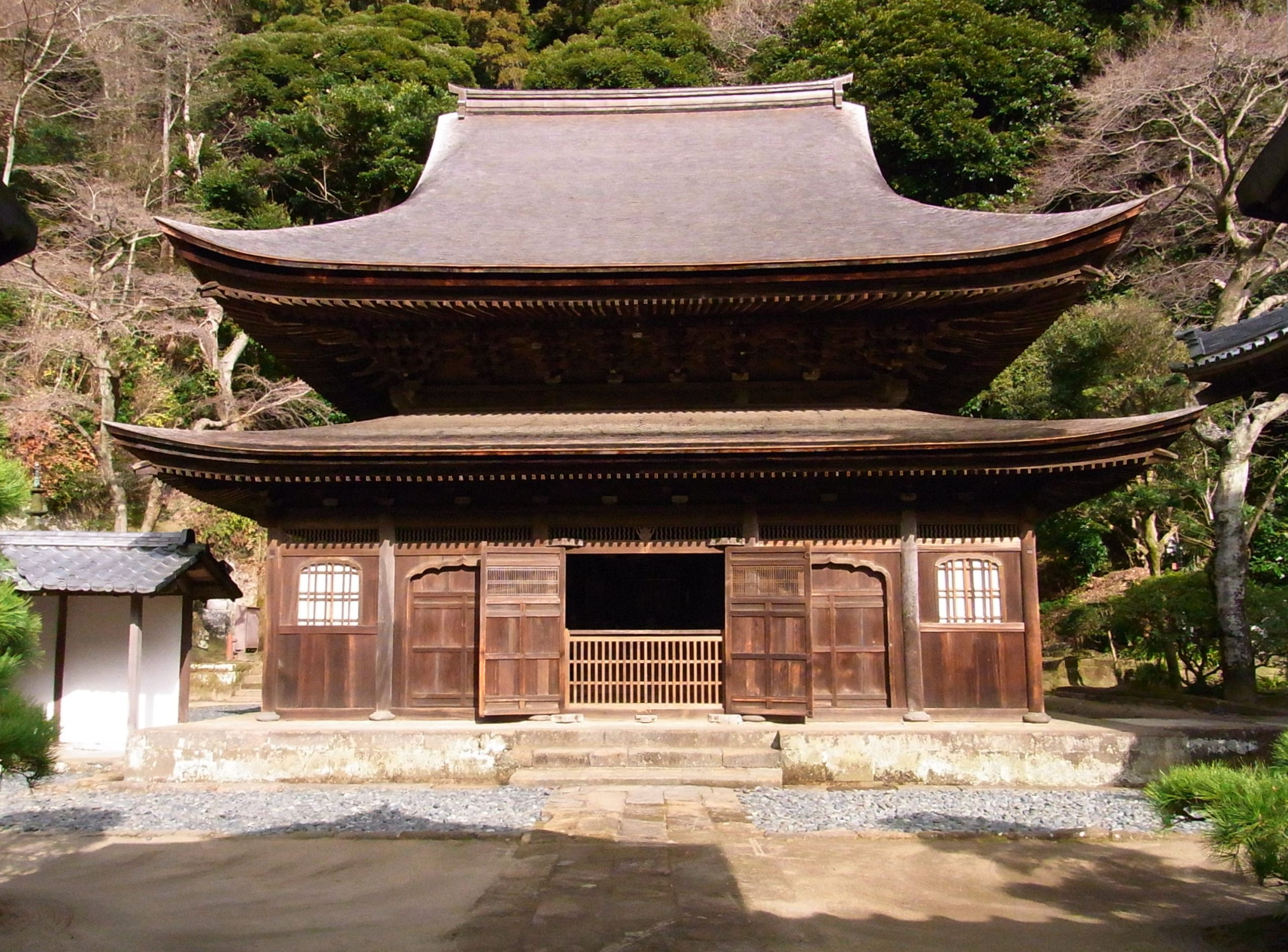
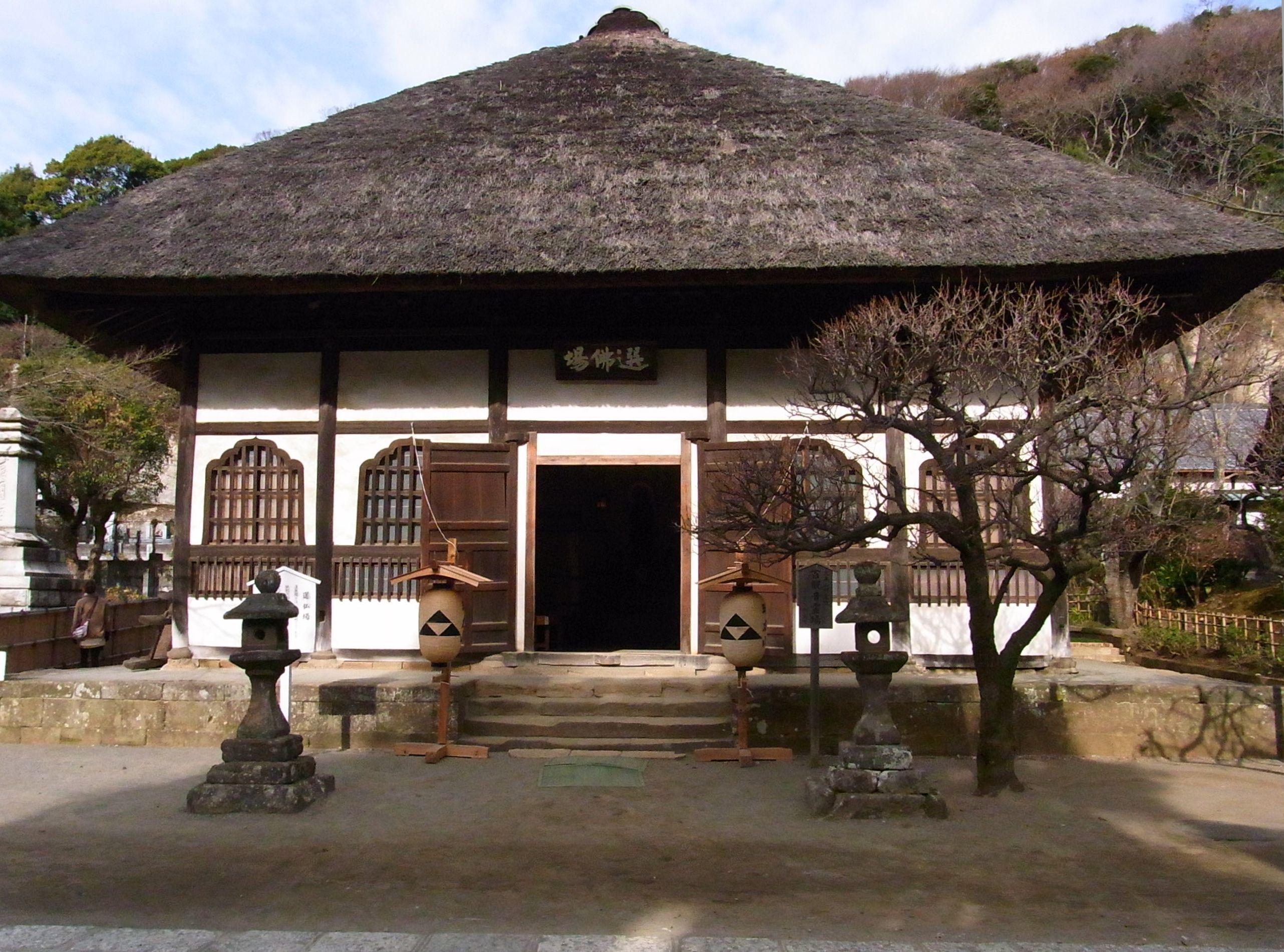
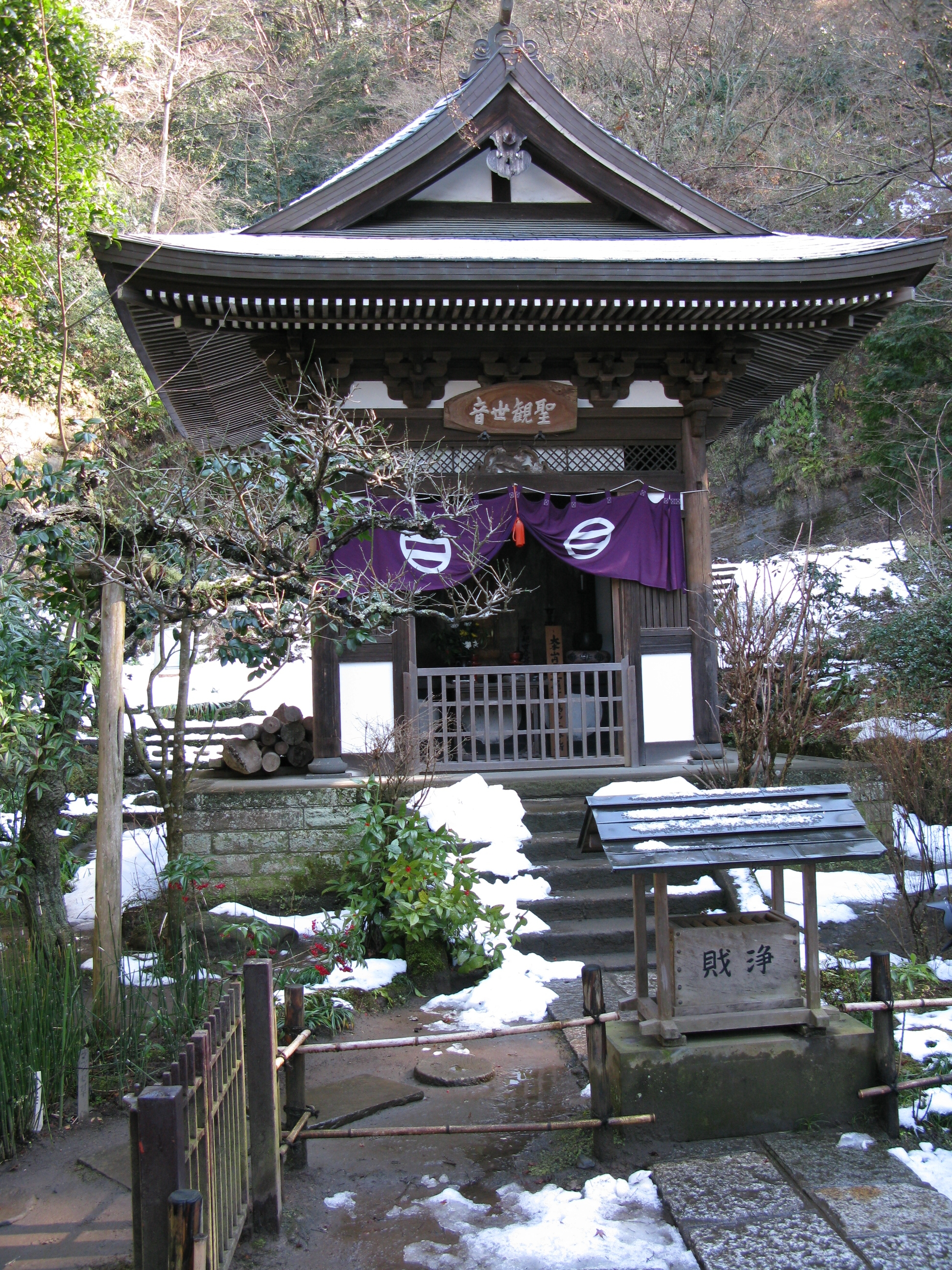

- Butsuden (仏殿) – budynek Buddy z drewnianym posągiem, główny budynek klasztoru wybudowany w 1964 roku (poprzedni został zniszczony w czasie trzęsienia ziemi).
- Shariden (舎利殿) – relikwiarz, pochodzi z XVI wieku i utrzymany jest w stylu chińskiej dynastii Song. Uważa się, że w budynku tym przechowywany jest ząb Buddy. Narodowy Skarb Japonii.
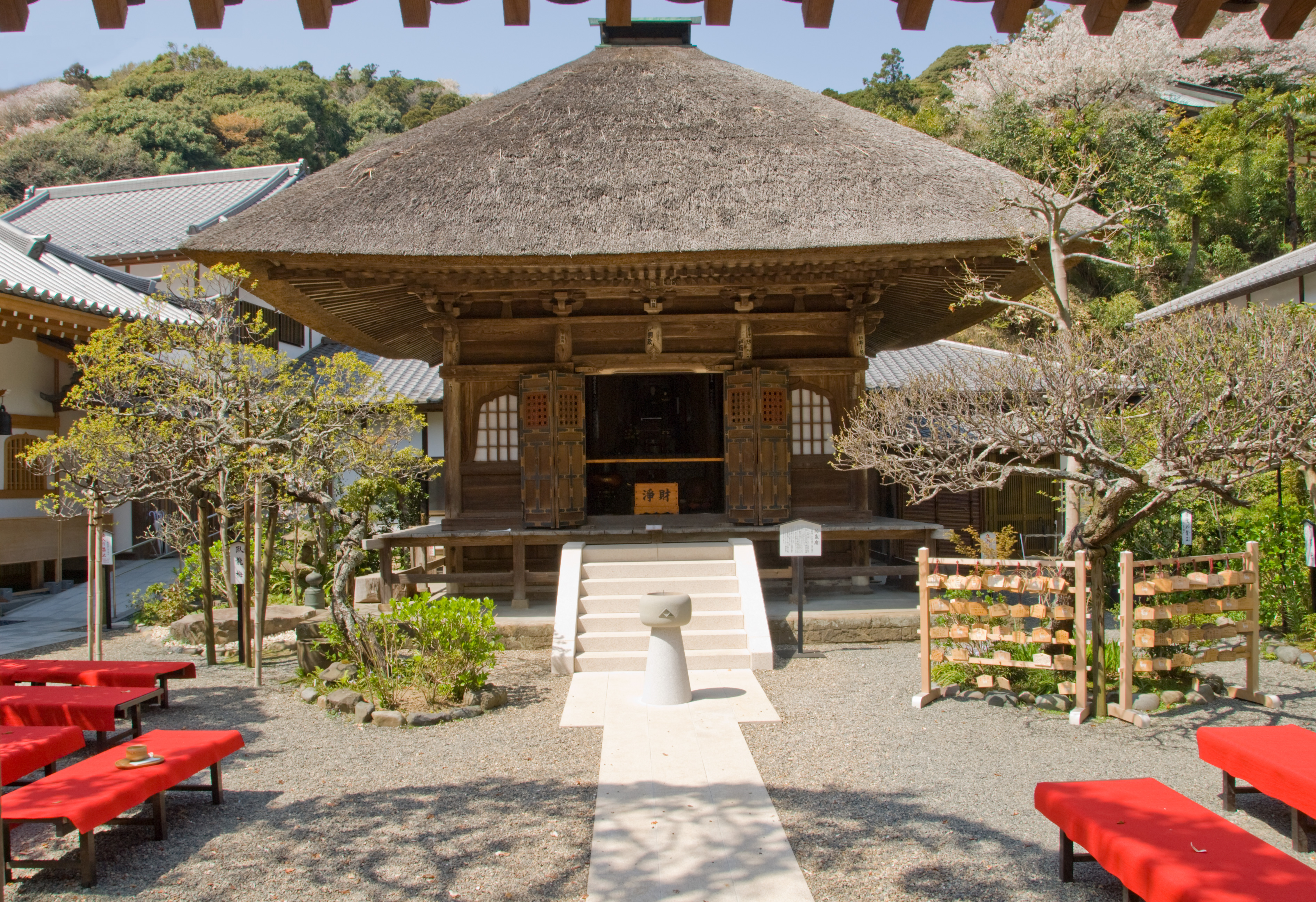
Butsunichi-an (仏日庵) – budynek kryty słomianym dachem jest miejscem, w którym pochowano Hōjō Tokimune, później jego syna Hōjō Sadatoki i wnuka Hōjō Takatoki.
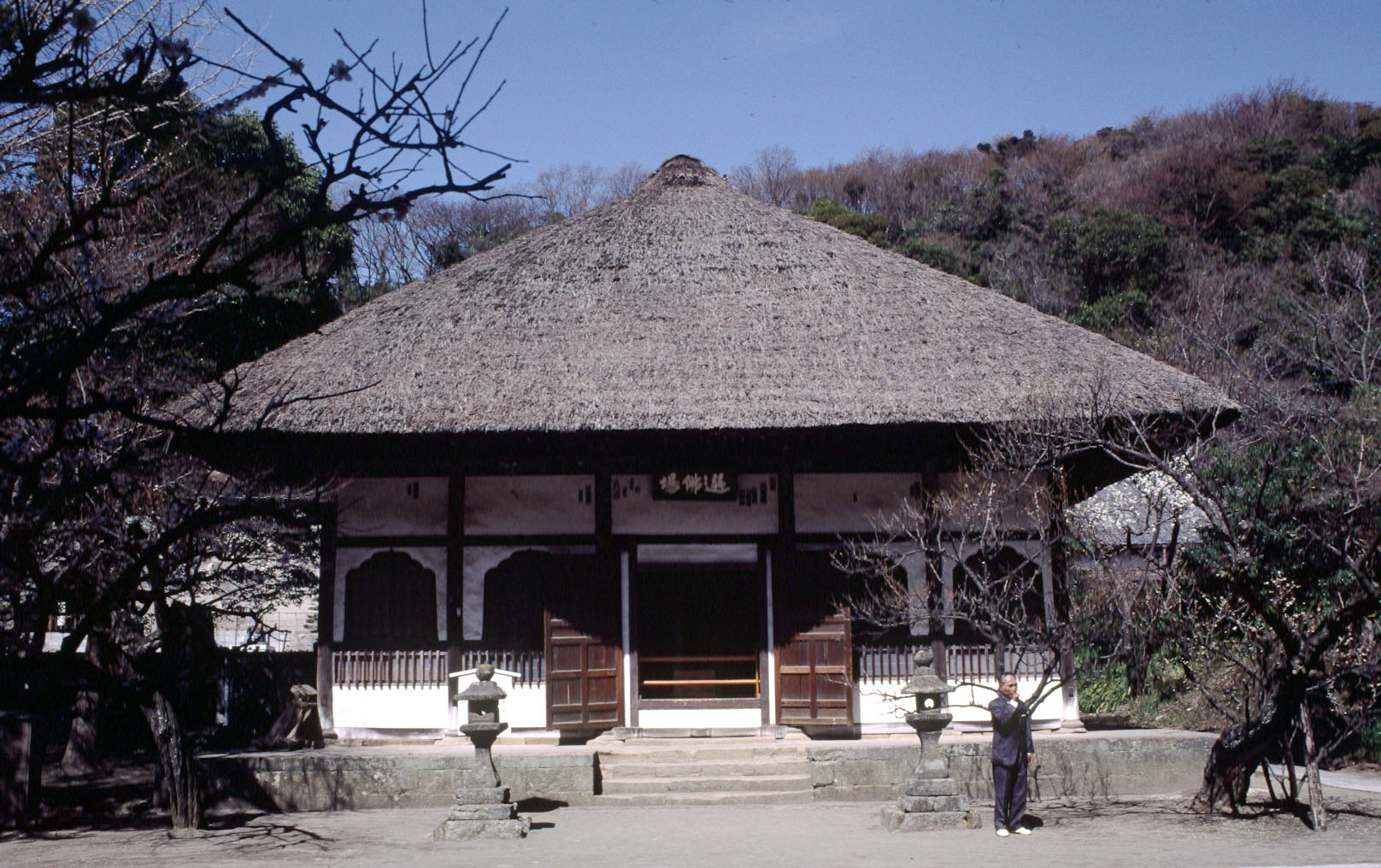
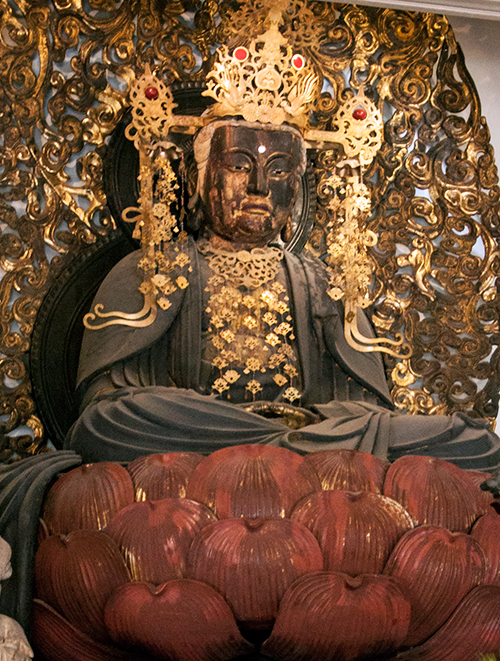
Budda
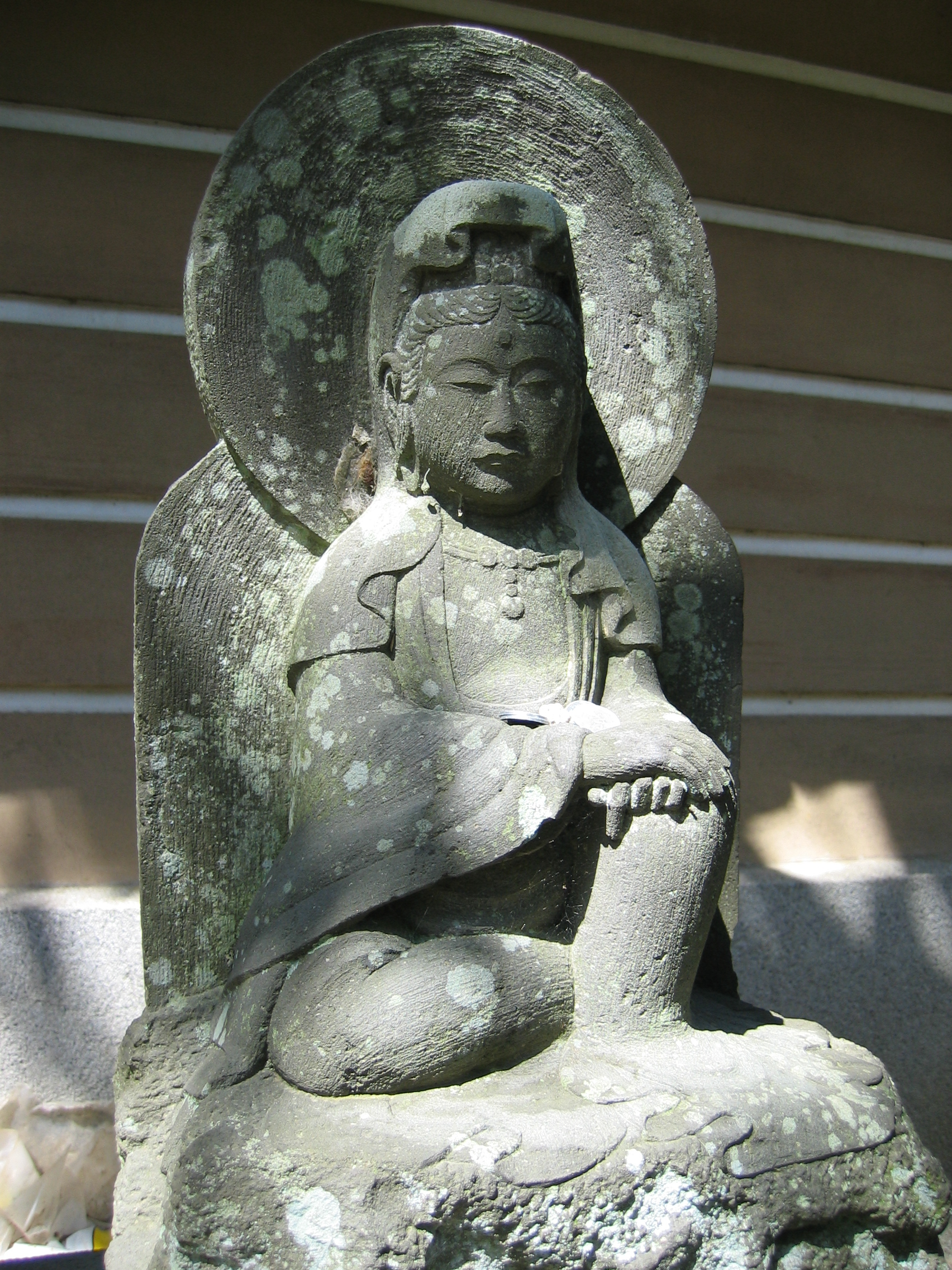
Ōbai-in (黄梅院) – mała pokryta słomianym dachem świątynia z posągiem Kannon
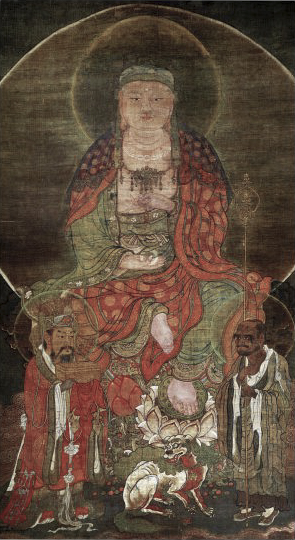
Ksitigarbha (jap. Jizō)
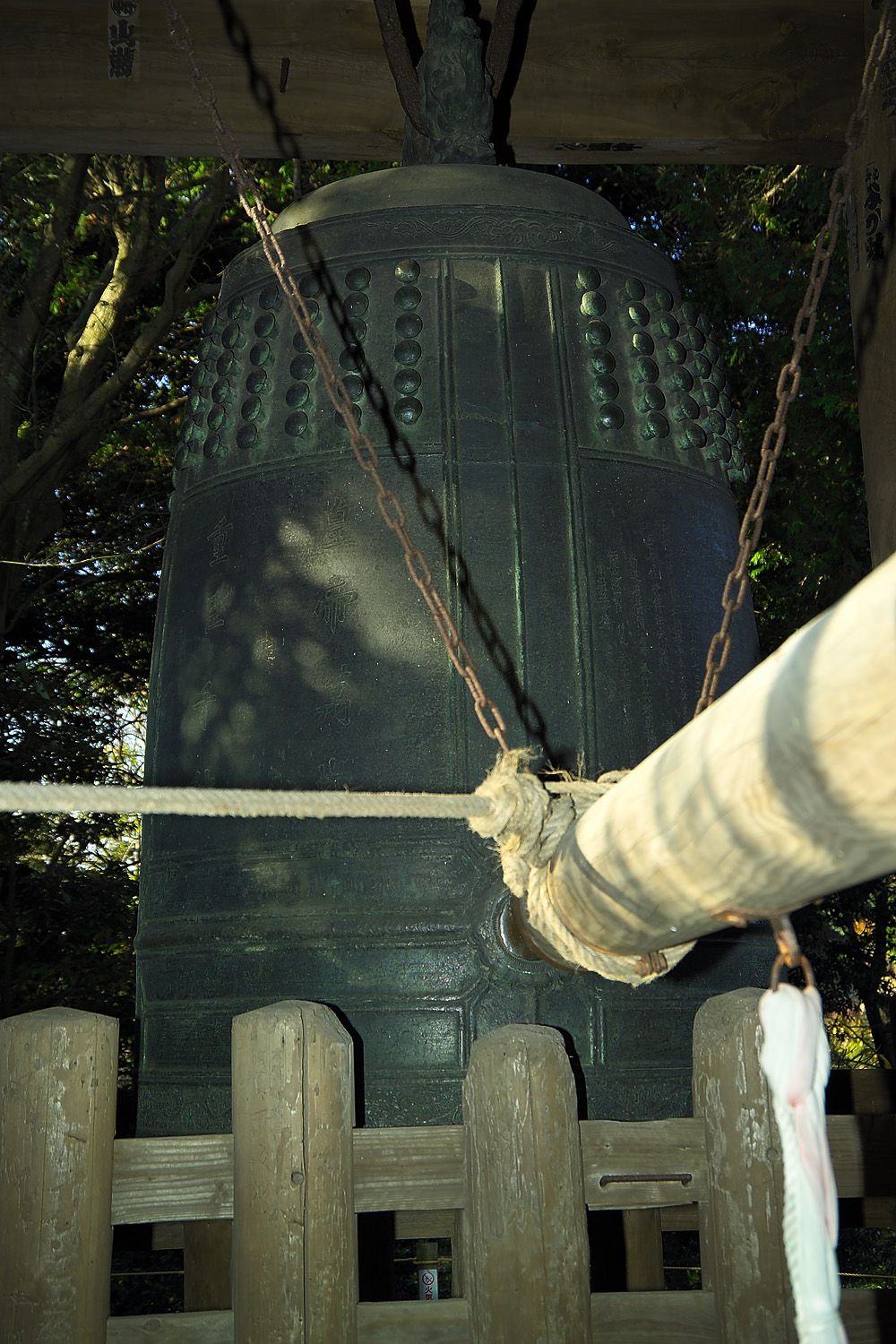
Dzwon
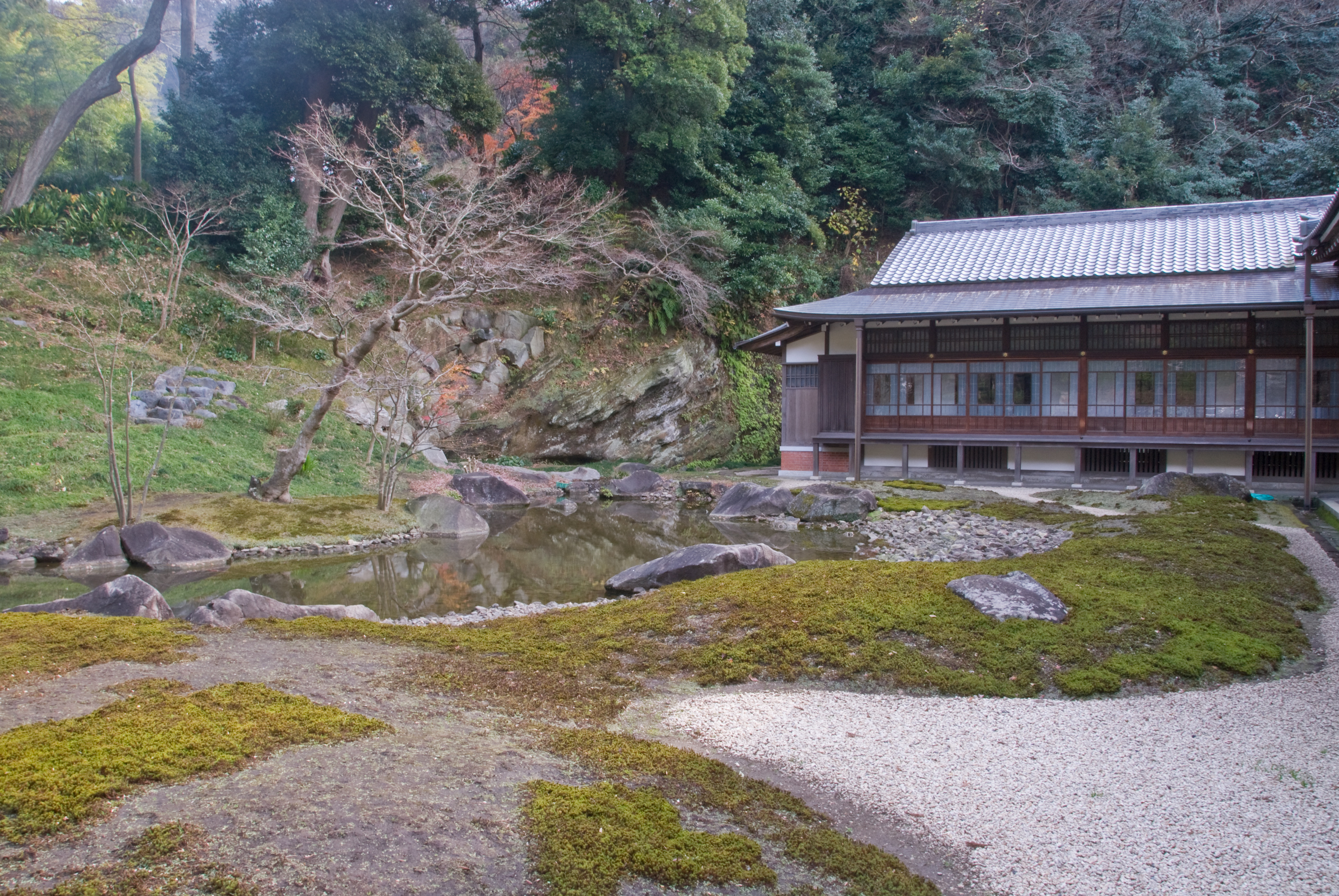
Ogród

- Wielki dzwon (大鐘 Ōgane?) – został odlany w 1301 roku, ma 2,5 metra wysokości i jest największym dzwonem Kamakury. Narodowy Skarb Japonii.
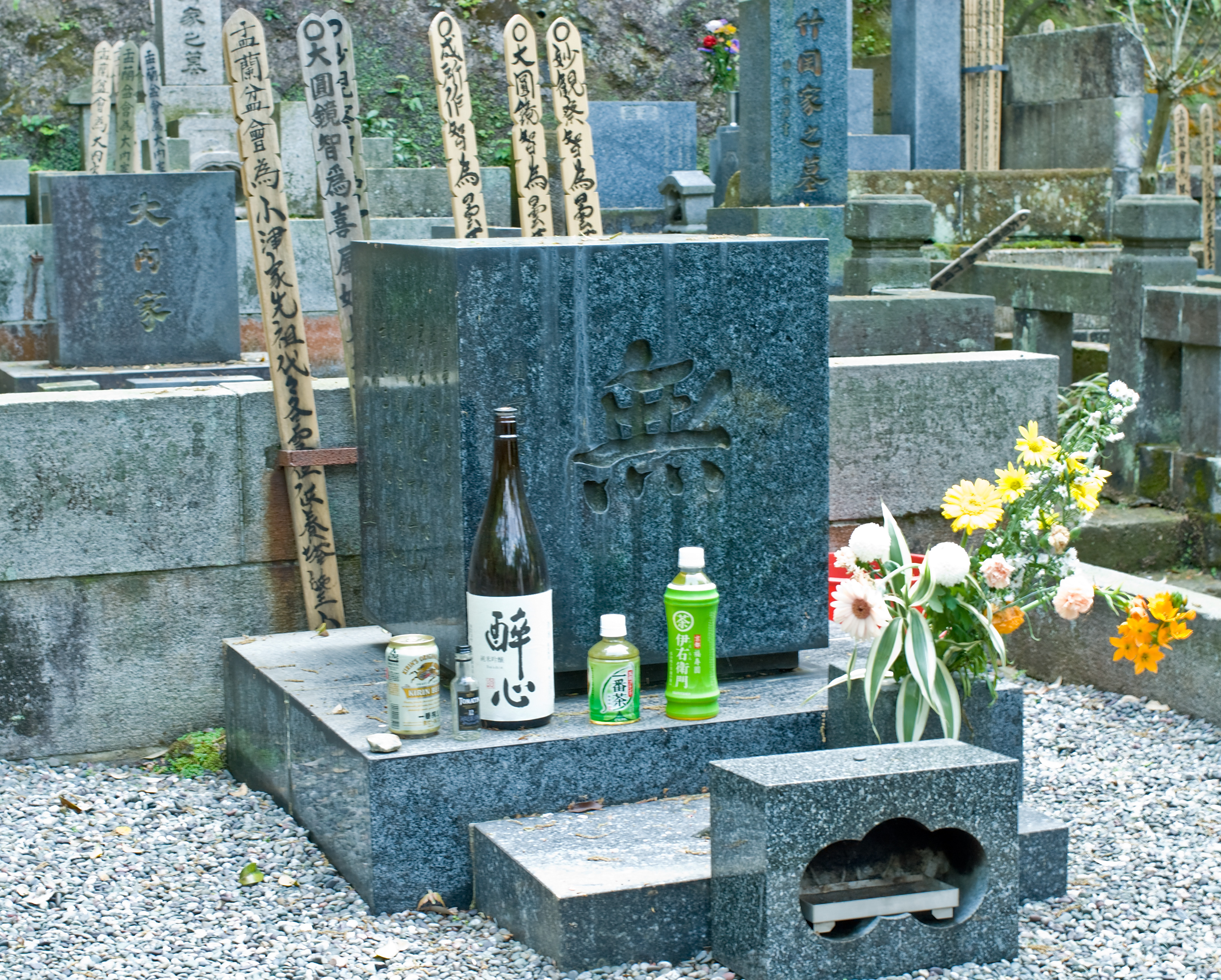
grób reżysera Yasujirō Ozu oznaczony słowem „mu” (無)
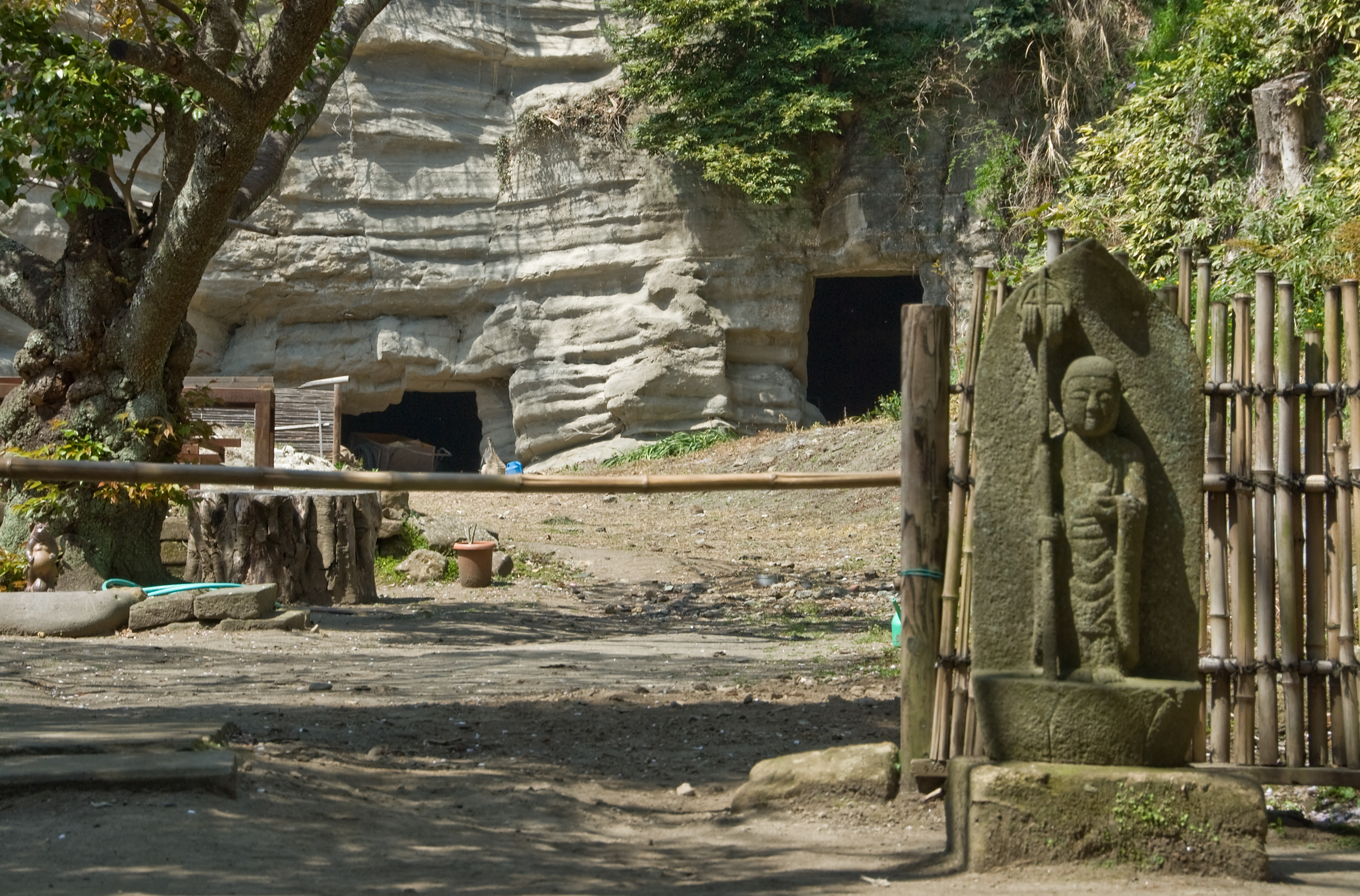
Groby yagura
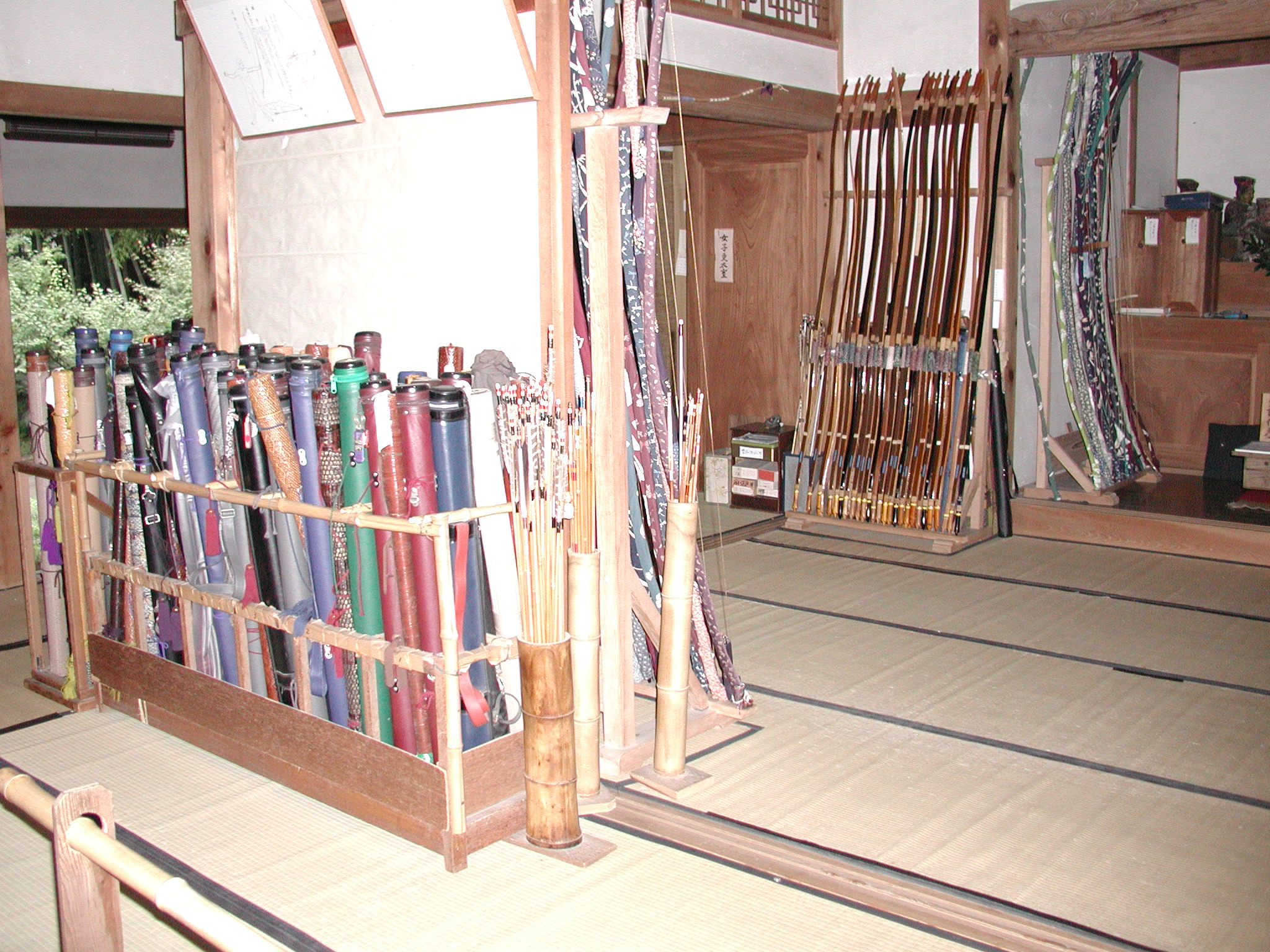
Zbrojownia

## Adres klasztoru
- 山ノ内409
- 409, Yamanouchi, Kamakura, Kanagawa 247-0062, Japan